# Головний штаб Російської імператорської армії
Головний штаб Російської імператорської армії (рос. Гла́вный штаб Русской императорской армии) — вищий орган військово-стратегічного управління російської імператорської армії. Одне з восьми головних управлінь Військового міністерства Російської імперії.
Цей штаб дислокувався в м. Санкт-Петербурзі.
Створений 31 грудня 1865 р. (12 січня 1866 р.) шляхом злиття Інспекторського департаменту з Головним управлінням Генерального штабу.
Ліквідований комуністами в 1918 р. у зв'язку з державним переворотом 1917 року.

## Командування
Очолювався начальником, при якому перебували два помічники.

### Начальники
- 01.01.1866 — 22.05.1881 — генерал-лейтенант (з 17.04.1870 — генерал від інфантерії) Гейден Федір Логінович;
- 10.06.1881 — 31.12.1897 — генерал-лейтенант (з 30.08.1887 — генерал від інфантерії) Обручев Микола Миколайович;
- 20.01.1898 — ? — генерал-лейтенант Сахаров Віктор Вікторович;
- 11.03.1904 — 28.06.1905 — тво генерал-лейтенант Фролов Петро Олександрович;
- 28.06.1905 — 02.04.1906 — тво генерал-майор Поліванов Олексій Андрійович;
- 02 — 14.04.1906 — генерал-лейтенант Поліванов Олексій Андрійович;
- 18.04.1906 — 21.05.1908 — генерал-лейтенант Еверт Олексій Єрмолайович;
- 22.05.1908 — 14.03.1909 — генерал-лейтенант Мишлаєвський Олександр Захарович;
- 07.03.1911 — 02.04.1917 — генерал від інфантерії Міхневич Микола Петрович;.
- 11.04 — 09.05.1917 — генерал-лейтенант Мінут Віктор Миколайович;
- 09.05 — 08.12.1917 — генерал-майор Архангельський Олексій Петрович.

## Структура
У 1903 р. Головний штаб був переформований: до його складу увійшли головні частини, звані управліннями першого і другого генерал-квартирмейстерів, чергового генерала, військових сполучень і військово-топографічного. На чолі кожного з цих управлінь стояв начальник, який користувався правами помічника начальника.
Управління першого генерал-квартирмейстера відало питаннями устрою та освіти військ у мирний час та службою офіцерів Генерального штабу.
Управління другого генерал-квартирмейстера відало питаннями підготовки до війни. Воно поділялося на відділи військово-статистичний та мобілізаційний. До його складу входило оперативне відділення, що мало завдання розробляти питання оборони держави та бойової діяльності військ.
Управління чергового генерала відало так званою інспекторською частиною — проходження служби, нагороди, пенсії тощо, а також всіма другорядними завданнями Генерального штабу.
Управління військових сполучень відало пересуванням військ і військових вантажів. Воно поділялося на два відділи:
- адміністративний й звітньо-організаційний,
- мобілізаційний.

Управління військово-топографічне завідувало астрономічними, геодезичними, топографічними та картографічними роботами військового відомства і особовим складом корпусу військових топографів.
Азійська частина відала військовим і військово-народним управлінням Кавказу, Туркестану, Сибірського і Приамурського округів.
До Головного штабу належали установи:
- Військово-вчений комітет, який відав питаннями наукової діяльності офіцерів Генерального штабу й військових топографів, питаннями призначення премій за твори та видатки на їх видання, питаннями підготовки військ тощо. Перебував під головуванням начальника Головного штабу. Складався з усіх начальників управлінь, начальника Академії Генерального штабу і 10 членів «за Височайшим призначенням».
- Мобілізаційний комітет, який відав питаннями мобілізації й складався під головуванням начальника Головного штабу з тих же членів, крім начальників Академії та військово-топографічного управління, і помічників начальників всіх головних управлінь, крім військово-судного та військово-навчальних закладів.
- Особлива нарада з пересування військ і вантажів, під головуванням начальника Головного штабу, з членів — начальників управлінь і деяких відділів Головного штабу й представників від міністерств морського та шляхів сполучення, відав питаннями поліпшення стратегічної мережі залізниць, водних сполучень, розвитку стратегічних шосе тощо.

У 1905 році було зроблено нове перетворення Головного штабу, коли управління генерал-квартирмейстерів, управління військових сполучень і військово-топографічне були виділені з Головного штабу й увійшли до складу новоутвореного Головного управління Генерального штабу.

## Функції
Компетенція Головного штабу охоплювала всю службу військ, не торкаючись лише технічної сторони й підготовки спеціальних родів зброї та корпусів. У його віданні перебувала вся служба офіцерів Генерального штабу, корпусу військових топографів і фельд'єгерського, а також військово-тюремні заклади та завідування пересильною частиною арештантів у всій Російській імперії.
Відав діловодством по управлінню всіма військово-сухопутними силами імперії в стройовому і інспекторському відношенні.
Завідував військово-топографічними й військово-статистичними роботами.
У веденні Головного штабу перебували військова друкарня, склад і тимчасові комісії, які утворювалися для розгляду питань, що вимагають знання умов служби та побуту військ. Голови та члени цих комісій призначалися військовим міністром і начальником Головного штабу з членів його відомства та інших відомств.
У веденні Головного штабу перебували також Академія Генерального штабу, Військово-топографічне училище та Офіцерський курс східних мов.